# Романенко Данило Володимирович
Дани́ло Володи́мирович Романе́нко (4 липня 1965, Лебедин, Сумська область) — український військовий діяч та педагог, генерал-майор. Начальник Київського військового ліцею імені Івана Богуна (2010–2013).

## Біографія
Народився 4 липня 1965 року в місті Лебедин на Сумщині. Здобув вищу військову освіту та закінчив педагогічний інститут.
До 2010 року — директор навчально-оздоровчого комплексу Київського військового ліцею в Боярці.
З 2010 по 2013 рр. — очолював Київський військовий ліцей імені Івана Богуна.

## Нагороди та відзнаки
- Почесним знаком «За добросердя і жертовність» (Відповідно до Статуту Міжнародної асоціації «Кадетська братство» за активну участь у кадетському русі, військово-патріотичному вихованні, плідну громадську роботу)